# M. Chandrasekaran

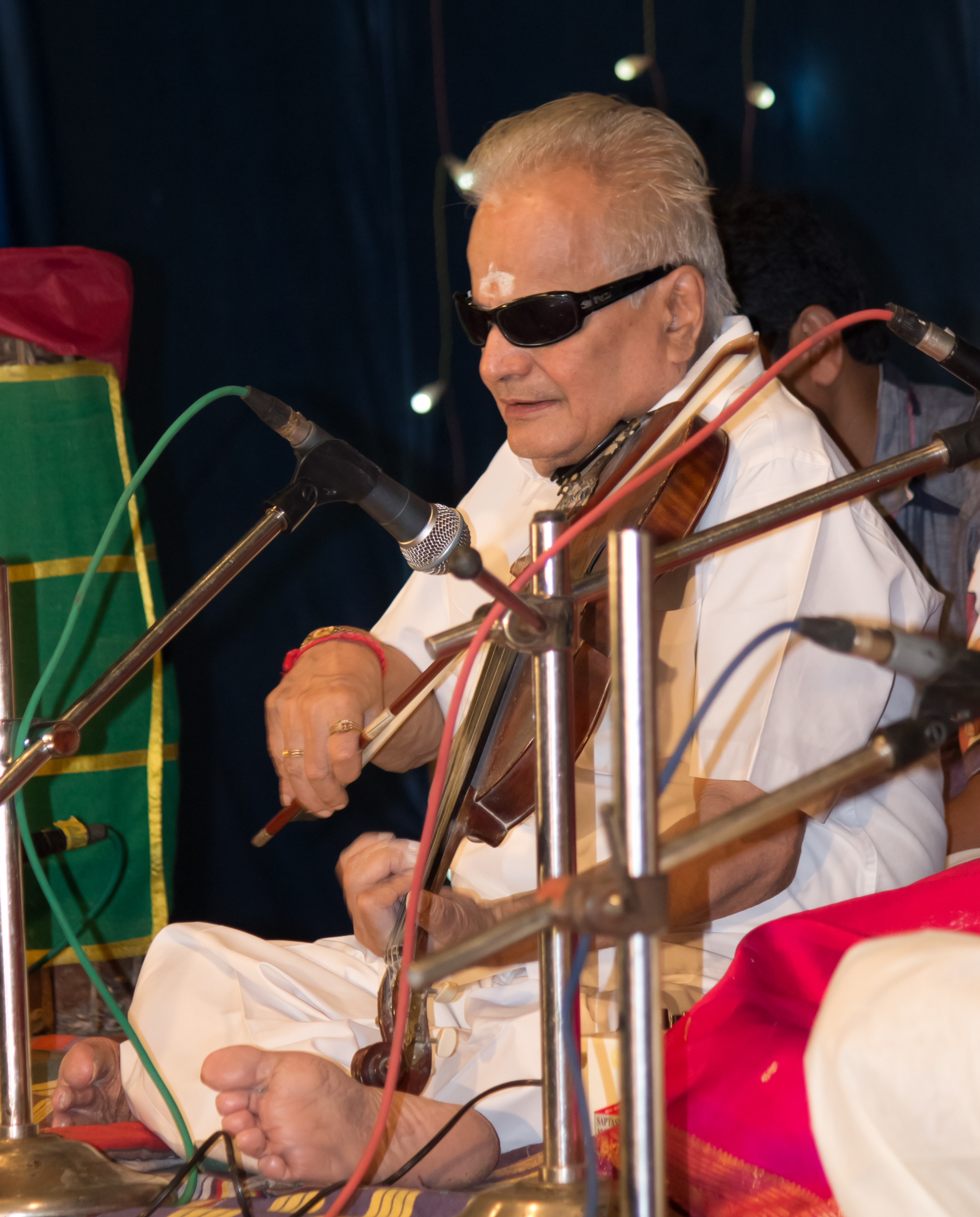
M. Chandrasekaran, 2012

M. Chandrasekaran (Mohanan Chandrasekaran; * 11. Dezember 1937 in Kalkutta) ist ein indischer Geiger und Sänger und Vertreter der karnatischen Musik.

## Leben
Chandrasekaran hatte den ersten Violinunterricht bei seiner Mutter, der Geigerin Charubala Mohan. Gesangsunterricht hatte er bei Mannargudi Sambasiva Bhagavatar, Kumbakonam S. Viswanathan, Vidyala Narasimha Naidu und T. Jayammal. Im Alter von elf Jahren trat er erstmals öffentlich auf. 1950 gewann er den Ersten Preis beim Violinwettbewerb der Musikakademie in Madras.
Er profilierte sich als bedeutender Violinbegleiter und trat in seiner Laufbahn mit Vertretern mehrerer Generationen indischer Musik auf, darunter G. N. Balasubramaniam, Maharajapuram Viswanatha Iyer, Musiri Subramania Iyer, T. R. Mahalingam, Madurai Mani Iyer, Chembai Vaidyanatha Bhagavathar, Madurai Somasundaram T. K. Rangachari, Ramnad Krishnan Maharajapuram Santhanam, S. Ramanathan, Semmangudi Srinivasa Iyer, Balamuralikrishna, K. V.Narayaswamy,  Nedanuri Krishnamurthy, T. N.Seshgopalan, T. V.Sankaranarayanan, N.Ramani und Thiruchur Ramachandran. Er gibt auch Konzerte als Sänger und singt gelegentlich bei seinen Soloauftritten als Geiger. 1986 wurde er mit dem Sangeet Natak Akademi Award ausgezeichnet. Der Bundesstaat Tamil Nadu verlieh ihm seine höchste Auszeichnung, den Kalaimamani.
Wichtig war Chandrasekaran stets die Lehrtätigkeit. Neben seiner Tochter G. Bharati, mit der er auch häufig im Duo auftritt, zählen zu seinen Schülern u. a. A. Kanyakumari, S. D. Sridhar und Madurai Balasubramaniam.